# Periclavă
Periclava reprezintă o regiune a unui stat, nedetașată de restul teritoriului acestuia, comunicarea dintre aceasta și restul arealului țării respective putându-se realiza doar prin traversarea teritoriului unui stat vecin. În majoritatea cazurilor, asemenea situații se datorează unor bariere fizico-geografice (lacuri, mlaștini, lanțuri muntoase). Un exemplu clasic de periclavă este așa-numita regiune „Northwest Angle”, o mică porțiune a teritoriului Statelor Unite ale Americii, din nordul extrem al statului Minnesota, a cărei comunicare terestră cu restul S.U.A., din cauza Lacului Pădurilor (The Lake of Woods), poate fi facută doar trecând prin Canada. Până la construirea podului de la Zatoka peste strâmtoarea Țarigrad, mai exista o periclavă în cadrul Ucrainei, în partea de vest a regiunii Odesa (comunicarea cu restul teritoriului nu se putea realiza decât străbătând Republica Moldova).